# 159 v. Chr.
Portal Geschichte | Portal Biografien | Aktuelle Ereignisse | Jahreskalender | Tagesartikel

◄ |
3. Jahrhundert v. Chr. |
2. Jahrhundert v. Chr. |
1. Jahrhundert v. Chr. |
►

◄ | 170er v. Chr. | 160er v. Chr. | 150er v. Chr. | 140er v. Chr. |
130er v. Chr. |
►

◄◄ | ◄ | 162 v. Chr. | 161 v. Chr. | 160 v. Chr. | 159 v. Chr. |
158 v. Chr. |
157 v. Chr. |
156 v. Chr. |
► |
►►
Staatsoberhäupter

## Ereignisse
Das von den in diesem Jahr amtierenden Konsuln Gnaeus Cornelius Dolabella und Marcus Fulvius Nobilior erarbeitete Gesetz Lex Cornelia Fulvia de ambitu gegen Wahlbestechung wird durch den römischen Senat angenommen.

## Gestorben
- 159/158 v. Chr.: Publius Terentius Afer, römischer Komödienautor (* zwischen 195 und 184 v. Chr.)